# Podemos (wenezuelska partia polityczna)
PODEMOS (skrót od Por la Democracia Social w języku hiszpańskim) – socjaldemokratyczna partia polityczna Wenezueli. Jest częścią opozycyjnej koalicji Demokratyczna Jedność (MUD).

## Działalność
Partia została założona w 2003. Ugrupowanie początkowo popierało prezydenta Hugo Cháveza, ale odmówiło przyłączenia się do nowej Zjednoczonej Partii Socjalistycznej utworzonej przez prezydenta w 2007 roku i sprzeciwiła się propozycją Chaveza w referendum konstytucyjnym w 2007. Od tego czasu, zerwała z Chavezem, ugrupowanie miało być "trzecią drogą" między rządem a opozycją jednak w 2009 przyłączyło się do opozycyjnej koalicji Demokratyczna Jedność. W wyborach parlamentarnych, które odbyło się we wrześniu 2010 roku, partia otrzymała 298,311 głosów, co stanowi 2.64% głosów.